# Gianni Aiolfi
Gianni Aiolfi (Parma, 1º ottobre 1927 – 2003) è stato un rugbista a 15 di rugby a 15 italiano, di ruolo terza linea ala o centro.
Lega la sua carriera alla squadra della sua città, il Parma, con cui conquista tre scudetti.
Esordisce in nazionale il 13 aprile 1952 nella semifinale di Coppa Europa di rugby 1952 vinta contro la Spagna. Raccoglie ulteriori 5 presenze tra cui va segnalata l'amichevole con la Germania Ovest dove mette a segno la sua unica meta con la maglia della nazionale.

## Palmarès
- Campionati italiani: 3
Parma: 1949-1950, 1954-1955, 1956-1957